# Jorge González (Fußballspieler, 1992)
Jorge González, vollständiger Name Jorge Omar González Lima, (* 26. Juni 1992 in Montevideo) ist ein uruguayischer Fußballspieler.

## Karriere
Der 1,79 Meter große Defensivakteur González gehörte von der Apertura 2009 bis Ende September 2011 dem Kader des Erstligisten Danubio FC an. In der Saison 2010/11 kam er bei den Montevideanern zu zwei Erstligaeinsätzen (kein Tor). Für die Zweitligaspielzeit 2011/12 wurde er an den ebenfalls in der uruguayischen Hauptstadt beheimateten Verein Sud América ausgeliehen. Zur Saison 2012/13 kehrte er zu Danubio zurück und bestritt sechs weitere Partien in der Primera División. Ein Tor erzielte er nicht. Im Februar 2013 folgte eine Ausleihe an den Erstligisten Racing, die auch für die Apertura 2013 verlängert wurde. Elf Erstligaeinsätze (ein Tor) für Racing in der Clausura 2013 und sieben (ein Tor) in der Apertura 2013 stehen für ihn bei dieser Karrierestation zu Buche. Im Januar 2014 wurde er für die Clausura 2014 im Rahmen einer Ausleihe an den Club Atlético Rentistas abgegeben. Er absolvierte dort allerdings keine weitere Begegnung in der Primera División. Zur Apertura 2014 kehrte er abermals zu Danubio zurück. In den Saisons 2014/15 und 2015/16 wurde er bei den Montevideanern nicht in der höchsten uruguayischen Spielklasse eingesetzt. Ende Juli 2016 wechselte er zum Erstligaabsteiger Villa Teresa.